# ワリと普通の家族
『ワリと普通の家族』（わりとふつうのかぞく）は、テレビ朝日系列にて1992年4月13日から6月15日まで月曜日19:30から20:00に放送されたバラエティ番組である。全9回。大塚製薬の一社提供。
番組タイトルにもある「普通の家族」に密着する番組であった。

## 出演者
- 林隆三
- 奥山佳恵
- 田中傑幸
- 黒田勇樹

## 主題歌
- 「星屑のパラダイス」東京バナナボーイズ

## ネット局
| 放送対象地域  | 放送局             | 系列                                         | ネット形態 | 備考               |
| 関東広域圏    | テレビ朝日         | テレビ朝日系列                               | 制作局     |                    |
| 北海道        | 北海道テレビ       | テレビ朝日系列                               | 同時ネット |                    |
| 青森県        | 青森朝日放送       | テレビ朝日系列                               | 同時ネット |                    |
| 宮城県        | 東日本放送         | テレビ朝日系列                               | 同時ネット |                    |
| 福島県        | 福島放送           | テレビ朝日系列                               | 同時ネット |                    |
| 新潟県        | 新潟テレビ21       | テレビ朝日系列                               | 同時ネット |                    |
| 長野県        | 長野朝日放送       | テレビ朝日系列                               | 同時ネット |                    |
| 静岡県        | 静岡けんみんテレビ | テレビ朝日系列                               | 同時ネット | 現：静岡朝日テレビ |
| 石川県        | 北陸朝日放送       | テレビ朝日系列                               | 同時ネット |                    |
| 中京広域圏    | 名古屋テレビ       | テレビ朝日系列                               | 同時ネット |                    |
| 近畿広域圏    | 朝日放送           | テレビ朝日系列                               | 同時ネット | 現：朝日放送テレビ |
| 島根県 鳥取県 | 山陰放送           | TBS系列                                      | 遅れネット |                    |
| 広島県        | 広島ホームテレビ   | テレビ朝日系列                               | 同時ネット |                    |
| 香川県 岡山県 | 瀬戸内海放送       | テレビ朝日系列                               | 同時ネット |                    |
| 福岡県        | 九州朝日放送       | テレビ朝日系列                               | 同時ネット |                    |
| 長崎県        | 長崎文化放送       | テレビ朝日系列                               | 同時ネット |                    |
| 熊本県        | 熊本朝日放送       | テレビ朝日系列                               | 同時ネット |                    |
| 宮崎県        | テレビ宮崎         | フジテレビ系列 日本テレビ系列 テレビ朝日系列 | 遅れネット |                    |
| 鹿児島県      | 鹿児島放送         | テレビ朝日系列                               | 同時ネット |                    |

## 備考
大塚製薬は同年10月スタートの「おしえて!ガリレオ」（読売テレビ・日本テレビ系）へ一社提供枠を移している。